# Statystyka matematyczna
Statystyka matematyczna – dział statystyki, używający teorii prawdopodobieństwa i innych działów matematyki do rozwijania statystyki z czysto matematycznego punktu widzenia. Zajmuje się metodami wnioskowania statystycznego, które polegają na tym, że na podstawie wyników uzyskanych z próby formułujemy wnioski o całej zbiorowości (populacji). Wnioskowanie statystyczne obejmuje estymacje i weryfikację hipotez statystycznych.
I tak na przykład próba losowa jest rozpatrywana jako ciąg zmiennych losowych
{\displaystyle X_{1},X_{2},\ldots ,X_{n},}
każda z określonym rozkładem prawdopodobieństwa (zazwyczaj przyjmuje się, że są to zmienne losowe niezależne i o identycznym rozkładzie). Średnia z próby jest wyrażana jako funkcja tych zmiennych:
{\displaystyle {\bar {X}}={\frac {1}{n}}\sum _{i=1}^{n}X_{i}.}
W ten sposób statystyka matematyczna zapewnia teoretyczne podstawy dla metod używanych w statystyce stosowanej.
Przykładowe pojęcia i twierdzenia statystyki matematycznej:
- centralne twierdzenie graniczne
- estymator
- nierówność Czebyszewa
- prawo wielkich liczb
- przedział ufności
- rozkład brzegowy
- rozkład normalny
- rozkład zmiennej losowej
- twierdzenie Cochrana
- twierdzenie Rao-Blackwella
- zmienna losowa
- zmienna losowa ciągła
- zmienna losowa skokowa